# Exocentrus guttulatus
Exocentrus guttulatus es una especie de escarabajo longicornio del género Exocentrus, subfamilia Lamiinae. Fue descrita científicamente por Bates en 1873.
Se distribuye por Japón. Mide 4,8-9 milímetros de longitud. El período de vuelo ocurre en los meses de mayo, junio, julio y agosto.